# Absolventenabzeichen (Polen)

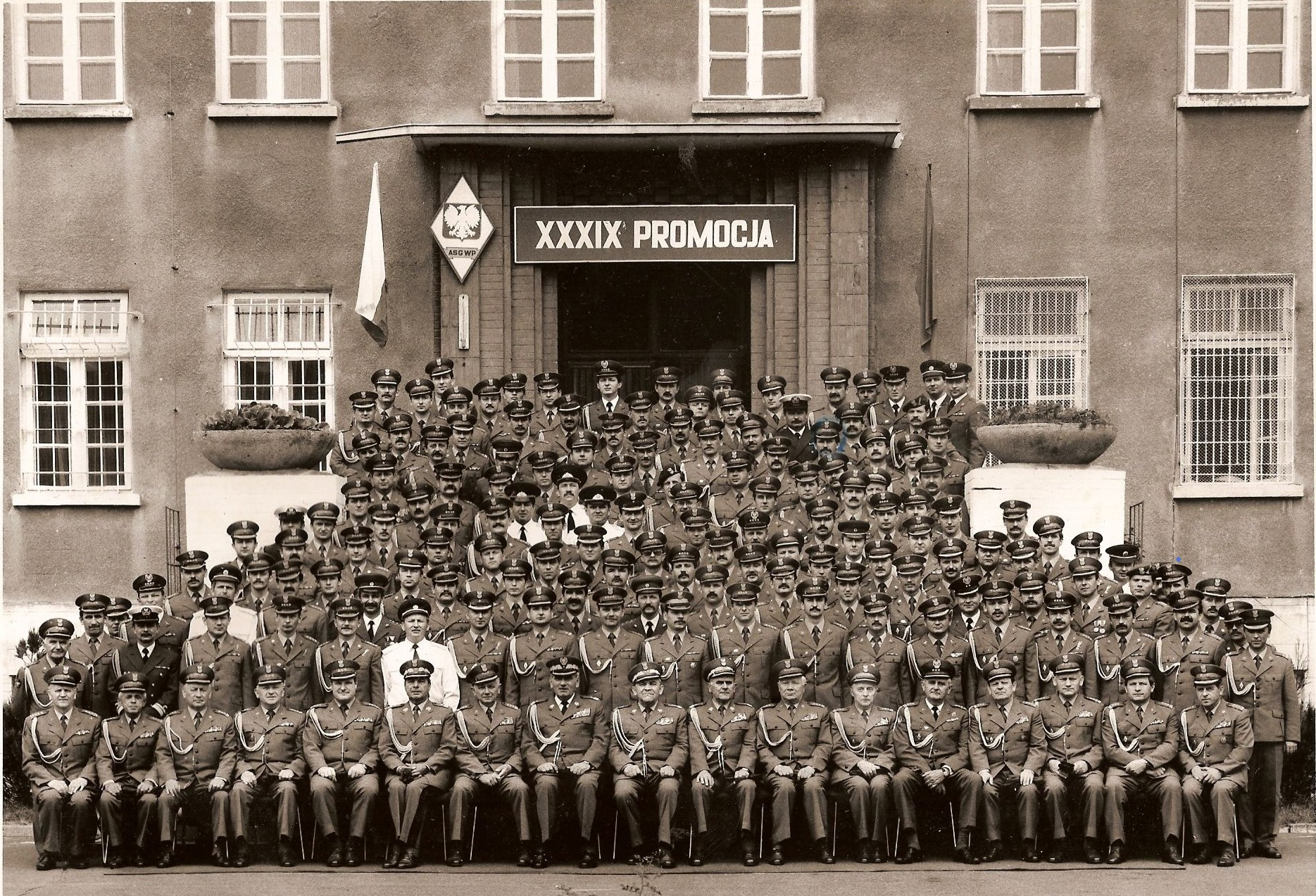
Absolventenjahrgang 39 der Akademie des Generalstabs zu Warschau (1989)

Absolventenabzeichen haben in Polen eine weit zurückreichende Traditionen. So wurden bereits vor dem Zweiten Weltkrieg derartige Abzeichen gestiftet und Absolventen bzw. Verbandsangehörigen verliehen.
Bis heute erfolgte die offizielle Verleihung von Absolventenabzeichen für den erfolgreichen Abschluss einer Ausbildung oder eines Studiums an einer militärischen Bildungseinrichtung, bis hin zur Generalstabsakademie Polens, für Soldaten oder zivile Absolventen.
An Offiziere anderer Länder, die ein Studium an einer Offiziershochschule oder der Generalstabsakademie Polens erfolgreich absolvieren, werden ebenfalls Absolventenabzeichen verliehen. Das Revers dieser Abzeichen ist mit einem Gewindedorn und einer Rändel-Befestigungsmutter versehen, womit es an die Uniform geschraubt werden kann.
Siehe dazu

## Absolventenabzeichen
| Abbildung | Bezeichnung (Deutsch/Polnisch) | Bemerkung                         |
| --------- | --- | --------------------------------- |
|           | Akademie des Generalstabs der Polnischen Streitkräfte ab 1990 Akademie für Nationale Verteidigung (Warschau) (pl: Akademia Sztabu Generalnego\|Akademia Sztabu Generalnego) | >1947 bis heute in Warschau       |
|           | Abzeichen für Offiziere mit Hochschulbildung im Polnischen Generalstab der II. Republik Polens.                                                                             | 1918–1939                         |
|           | Offiziershochschule der Mechanisierten Infanterie (pl: Wyższa Szkoła Oficerska Wojsk Zmechanizowanych\|Wyższa Szkoła Oficerska Wojsk Zmechanizowanych)                      | 1967 bis heute in Wrocław         |
|           | Offiziershochschule der Panzertruppe (pl: Wyższa Szkoła Oficerska Wojsk Pancernych\|Wyższa Szkoła Oficerska Wojsk Pancernych)                                               | 1967 bis heute                    |
|           | Ausbildungszentrum der Infanterie (pl: Centrum Wyszkolenia Piechoty) |                                   |
|           | Ausbildungszentrum der Infanterie (pl: Centrum Wyszkolenia Piechoty\|Centrum Wyszkolenia Piechoty)                                                                          | 1931–1939 bis 1943 in Dunfermline |